# Micro air vehicle

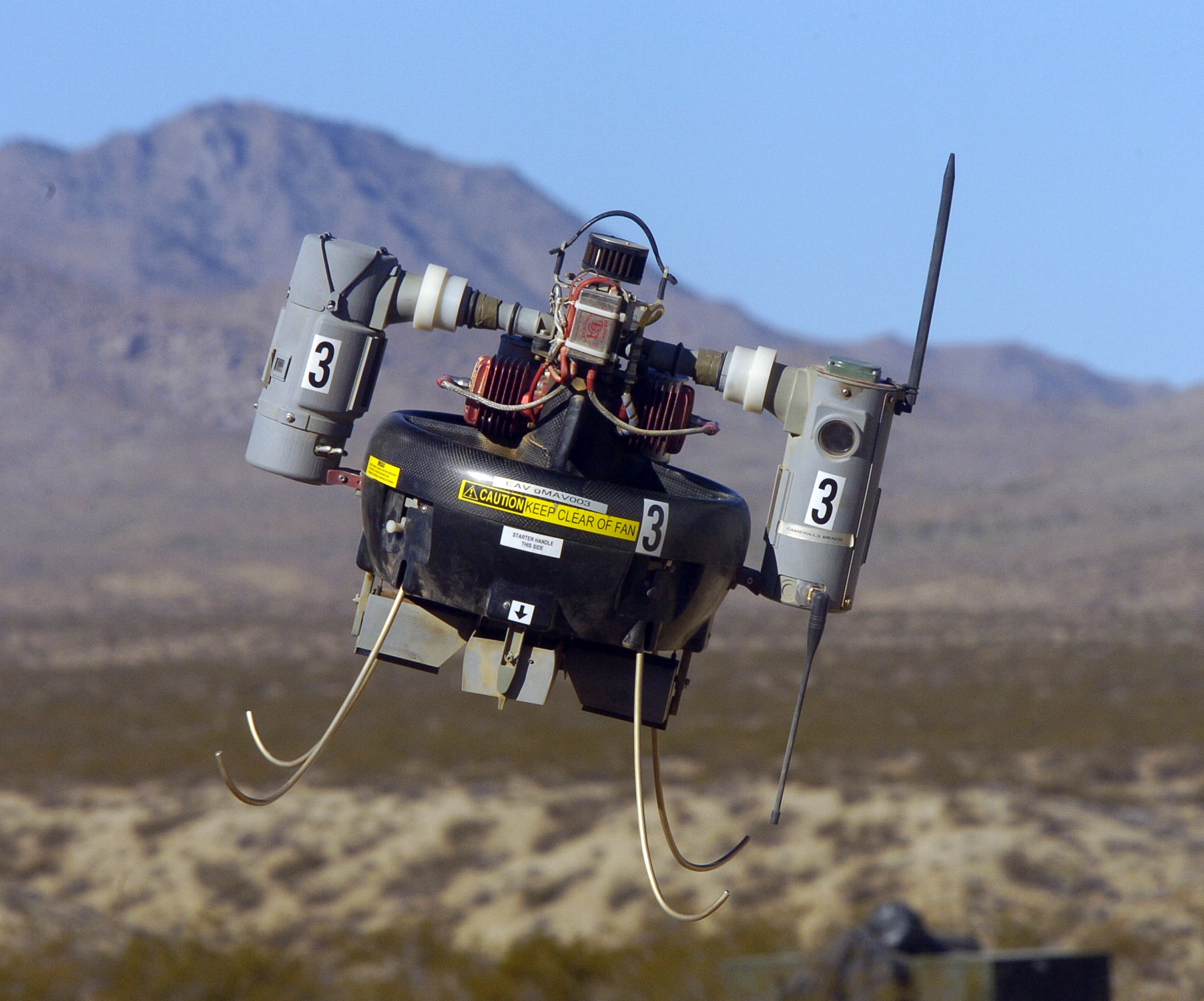
Un MAV RQ-16 T-Hawk.

Il MAV è un micro aeroplano pilotabile a distanza tramite una piccola console anche da un soldato senza molto addestramento su questo velivolo, che permette alle forze militari di avvistare eventuali soldati o mezzi nemici dall'alto.
Un esempio di MAV è il RQ-16 T-Hawk, il quale usa una telecamera frontale sul lato sinistro dell'aereo che dispone anche di un visore termico, ed un rilevatore cinetico. Esso, essendo un microaeroplano, può volare fino ad altitudine molto bassa e a poca distanza dalla console che lo comanda.
Inoltre dispone di due piccoli propulsori, uno a destra e uno a sinistra per le manovre. Il suo modo di volare assomiglia a quello delle api dove le ali creano un vortice, come l'elicottero o ad un aereo a decollo verticale.
Ormai i MAV sono stati quasi completamente rimpiazzati dagli UAV, gli aeromobili a pilotaggio remoto, che permettono di volare a grandi altezze e in qualunque parte del mondo, anche a molta distanza tramite il controllo satellitare (comunque gli UAV hanno più autonomia e sono più resistenti al fuoco nemico).